# Månen tur och retur
Månen tur och retur är en berättelse i serien om Tintin som handlar om en resa till månen. Resan är uppdelad i två album Månen tur och retur del 1 publicerat 1953 det sextonde albumet i serien och Månen tur och retur del 2 publicerat 1954 det sjuttonde albumet i serien.